# Rozhledna Na Kupě
Rozhledna Na Kupě  je dřevěná rozhledna, která se nachází asi 2,5 km severně od Bernartic a 5,5 km jižně od Milevska v okrese Písek. Konstrukce je trámová čtyř patrová, poslední vyhlídkové patro ve výšce 10 m, zastřešeno lehkou krytinou. Nosná konstrukce je tvořena čtyřmi kmeny, celková výška rozhledny je 13 m. Byla vybudována na návrší Kupa v nadmořské výšce 503 m, k rozhledně je možno dojet z 0,5 km vzdálené vesničky Jestřebice. Rozhledna je přístupná celoročně a zdarma.

## Historie a technická data
Rozhledna byla postavena v roce 2009 od léta – podzimu, do provozu byla oficiálně dána 31. prosince 2009 v rámci "Silvestrovského pochodu kolem Bernartic". Rozhodnutí o její výstavbě padlo v roce 2008 na zastupitelstvu obce Bernartice (okres Písek), podnět dalo místní obyvatelstvo (zejména pan Františk Malý) a myslivecké sdružení Hájek, které zde na přelomu tisíciletí zřídilo cvičiště pro zkoušky loveckých psů a postavilo stánek s občerstvením. Náklady na výstavbu vyhlídkové věže činily cca 80 tis. Kč. Stavbu provedlo truhlářství, které vystavělo i obdobnou rozhlednu v Raděticích (Miloslav Dědič z Radětic), vzdálených cca 10 km jihovýchodním směrem. Dřevo na stavbu dodala obec Bernartice z blízkého lesíka.

## Výhled
Z rozhledny je výhled směrem na Střední Povltaví, Táborsko, Českou Sibiř, Písecké hory, Protivínské hory, JE Temelín, při dobré viditelnosti Blanský les, Šumavu.